# پرو در المپیک تابستانی ۲۰۲۴
کاروان المپیکی پرو، یکی از کاروان‌های شرکت‌کننده در بازی‌های المپیک تابستانی ۲۰۲۴ بود. این بازی‌ها از ۲۶ ژوئیه تا ۱۱ اوت ۲۰۲۴ (۵ تا ۲۱ امرداد ۱۴۰۳ خورشیدی) به میزبانی پاریس، پایتخت فرانسه برگزار شد.
از زمان نخستین حضور کاروان المپیکی پرو در سال ۱۹۳۶ برلین، آنها در تمامی ادوار بازی‌های المپیک تابستانی به جز یک دوره (۱۹۵۲ هلسینکی) شرکت کرده‌اند.
در این دوره، پرو تنها یک مدال برنز در رشتهٔ قایقرانی بادبانی به‌دست‌آورد که آنها را در جدول مدال‌های المپیک در جایگاه هشتاد و چهارم قرار داد.

## مدال‌آوران
| مدال | ورزشکار        | ورزش     | رویداد        | تاریخ |
| ---- | -------------- | -------- | ------------- | ----- |
| برنز | استفانو پسکیرا | قایقرانی | ایلکا ۷ مردان | ۷ اوت |

## شرکت‌کنندگان
کاروان المپیکی پرو متشکل از ورزشکارانی بود که در رشته‌های زیر (به تفکیک جنسیت) به رقابت پرداختند.
| ورزش             | مردان | زنان | کل |
| ---------------- | ----- | ---- | -- |
| دو و میدانی      | ۳     | ۶    | ۹  |
| بدمینتون         | ۰     | ۱    | ۱  |
| شمشیربازی        | ۰     | ۱    | ۱  |
| جودو             | ۱     | ۰    | ۱  |
| روئینگ           | ۰     | ۳    | ۳  |
| قایقرانی بادبانی | ۱     | ۲    | ۳  |
| تیراندازی        | ۱     | ۱    | ۲  |
| موج‌سواری         | ۲     | ۱    | ۳  |
| شنا              | ۱     | ۲    | ۳  |
| کل               | ۹     | ۱۷   | ۲۶ |